# Gerhard Braunitzer
Gerhard Braunitzer (* 24. September 1921 in Maribor; † 27. Mai 1989 in München) war ein deutscher Biochemiker.
1948 untersuchte Braunitzer die Hüllproteine des Tabakmosaikvirus. 1950 promovierte er in Tübingen "Über die chromatographische Gruppentrennung von Proteinhydrolysaten".
1956 wurde er Abteilungsdirektor am Max-Planck-Institut für Biochemie in München und habilitierte über "Die Hämoglobinpartikel". Ihm war die Aufklärung der Primärstruktur des Hämoglobins gelungen. Max Perutz, mit dem Braunitzer einen engen kollegialen Kontakt pflegte und der in Cambridge forschte, gelang kurz darauf die dreidimensionale Aufklärung dieses riesigen Moleküls, wofür Perutz den Nobelpreis erhielt. Im Jahr 1964 wurde Braunitzer zum "Wissenschaftlichen Mitglied" der Max-Planck-Gesellschaft berufen, 1969 wurde er zum Mitglied der Gelehrtenakademie Leopoldina gewählt. Seit 1978 war er ordentliches Mitglied der Bayerischen Akademie der Wissenschaften.
Braunitzer war mit einer Tochter des bekannten Chemikers und Nobelpreisträgers Adolf Butenandt verheiratet.